# 5165 Videnom
5165 Videnom è un asteroide della fascia principale. Scoperto nel 1985, presenta un'orbita caratterizzata da un semiasse maggiore pari a 2,3902204 UA e da un'eccentricità di 0,1705888, inclinata di 3,37874° rispetto all'eclittica.